# الغارات الجوية على دمشق سبتمبر 2022
في صباح يوم 17 سبتمبر، هاجمت إسرائيل أهدافًا في سوريا. واعترضت الدفاعات الجوية السورية بعض الصواريخ. وذكرت وكالة الأنباء الرسمية سانا أن خمسة جنود سوريين قتلوا. 

## الهجمات
انطلقت الصواريخ من شمال شرق بحيرة طبريا واستهدفت مطار دمشق الدولي وبعض المواقع جنوب دمشق. 

## ردود الأفعال
أدانت حركة حماس الفلسطينية الهجوم الإسرائيلي، وذلك بعد أيام من إصدارها بياناً حول مواصلة إعادة العلاقات مع سوريا، التي توترت بسبب موقف الحركة من الأحداث التي تشهدها سوريا.

## أنظر أيضاً
- الغارات الجوية على دمشق يوليو 2022
- الضربات الصاروخية على سوريا (سبتمبر/أيلول 2018) (نفذت في نفس اليوم)